# Pavan Sukhdev
Pavan Sukhdev (Nueva Delhi, 30 de marzo de 1960)  es un economista ambiental indio.

## Biografía
En 1981 se trasladó a Oxford para estudiar física, que luego abandonó para centrarse en economía. Después de finalizar sus estudios, trabajó en el sector bancario para el Deutsche Bank .  Sukhdev realiza estudios destinados a demostrar el valor del medio ambiente desde un punto de vista económico e imparte clases en la Universidad de Yale . 

## Premios
- 2016: Premio Planeta Azul [3]
- 2020: Premio Tyler al Logro Ambiental [4]